# Biagio Camagna
Biagio Camagna (Reggio Calabria, 31 gennaio 1858 – Reggio Calabria, 30 luglio 1922) è stato un avvocato, politico e pubblicista italiano.

## Biografia

### Gli esordi politici (1882-1890)
Entrò nella vita pubblica della sua città a 24 anni, eletto consigliere comunale nell'agosto 1882 con 360 voti e nominato assessore al contenzioso nella giunta presieduta dal sindaco Fabrizio Plutino. Chiusa rapidamente questa sua prima esperienza amministrativa, Camagna si dedicava all'attività forense, già esercitata dal padre Giovam Battista, e si cimentava nell'attività giornalistica. In una provincia con punte di analfabetismo che arrivavano in alcune zone aspromontane al 95%, Camagna fondava e dirigeva storiche testate reggine, come "Ferruccio", "Lo Spartaco" e soprattutto "La Provincia di Reggio Calabria" schierata su posizioni vicine alla Sinistra Storica liberale. Da quelle pagine, e nei primi anni di attività politico-amministrativa, Camagna si metteva in evidenza sul fronte liberal-democratico e sosteneva le sue maggiori battaglie in relazione al potenziamento del porto di Reggio Calabria. 
L'attività politica continuava, risultando egli sempre eletto nel consiglio comunale reggino e, nel 1889, veniva eletto anche consigliere provinciale nel mandamento di Radicena (in pratica l'odierna Taurianova). Massone, il 3 maggio 1890 fu affiliato Maestro nella Loggia Stefano Romeo di Reggio Calabria. Nel 1892 entrava in Parlamento dove avrebbe rappresentato Reggio Calabria, quasi ininterrottamente per oltre 25 anni. Lasciata la carica consiliare cittadina nel 1907 «inviando le proprie dimissioni che il consiglio ha respinto e nelle quali ha creduto d'insistere», Camagna, difatti, si dedicava per intero all'attività che più di tutte lo avrebbe consegnato alla storia della sua città, quella di deputato, seguendo sostanzialmente la parabola di Giovanni Giolitti.

### L'elezione in Parlamento di un "uomo del popolo" e la fase crispina
La prima elezione di Camagna in Parlamento fu nel 1892 ed ebbe aspetti di una certa modernità. Appena trentaquattrenne — ma già rispettato avvocato e noto politico-pubblicista — egli si ripresentava dopo un tentativo alle elezioni del 1890, quando si era candidato nella lista plurinominale del collegio di Palmi contro le formazioni "ministeriali" crispine guidate da Vincenzo De Blasio, Rocco De Zerbi e Carmelo Patania. Nel 1892 il sistema elettorale riproponeva il collegio uninominale (a doppio turno) e Camagna fronteggiava due istituzioni della politica reggina: Saverio Vollaro ed il barone Luigi De Blasio, deputati uscenti. Battuto Vollaro nel primo turno (Camagna 1633, De Blasio 1433, Vollaro 1151) Camagna superava De Blasio anche nel secondo (2302 contro 2137). Caratteristica di quelle elezioni, particolarmente combattute, fu la partecipazione del "popolino" reggino la cui spinta a favore di Camagna parve ai commentatori più che sorprendente. Ciò, nell'immaginario collettivo, avrebbe fatto di Camagna, esponente liberal-democratico allora con simpatie radicali, un simbolo della Reggio popolare contro quella di baroni e proprietari.
Dopo tre anni, però, si rivotava e Camagna si ritrovava di fronte il barone Luigi de Blasio da Palizzi. Le due testate reggine forse più influenti dell'epoca («Il Calopinace» ed il «Ferruccio») gli si schierarono clamorosamente contro, all'opposto di quanto avevano invece fatto nel 1892. Camagna, cui non mancava certo fiuto giornalistico, cercò di parare il colpo fondando a sua volta un nuovo giornale dal titolo piuttosto emblematico, «Il Popolo», cercando di risuscitare gli stessi sentimenti e partecipazione della prima storica affermazione. Nelle calde settimane del crispismo più reazionario Camagna trovava spunti e slogan di richiamo nazionale. Celebre il suo alterco con Francesco Crispi stesso a pochi giorni dal voto. Il presidente del consiglio, nel ricevere una delegazione di derelitti del terremoto che aveva devastato l'area palmese-aspromontana nel 1894, nel prendere atto della presenza di Camagna ed altri parlamentari non esitò a lamentarsene. Pronta la replica del diretto interessato: «Voi avete soppresso il parlamento, ora volete sopprimere pure i deputati, i quali, venuti da lontani paesi con gravi disagi per sostenere presso il governo gli urgenti bisogni delle popolazioni disagiate non possono tollerare l'insulto del presidente del consiglio Che siamo in Russia?». Nonostante l'impressione suscitata a Reggio (grazie anche all'amplificazione datane dal foglio elettorale fondato da Camagna) e nei circoli romani Camagna perse, sorprendentemente, lo scranno parlamentare con scarto di circa 200 voti rispetto a Luigi De Blasio. Seguirono accuse di brogli e contestazioni fino ad un ricorso che però non si ebbe tempo di discutere perché, ad un anno dall'elezione, lo stesso De Blasio moriva.

### Camagna tra la "Crisi di fine secolo" e la scelta giolittiana
Per Camagna si riapriva così la strada per la riconquista di un seggio che avrebbe lasciato solo nel 1919, visto che nelle suppletive del 1896 batteva senza grosse difficoltà Giuseppe Mantica. Già l'anno seguente Antonio di Rudinì scioglieva le camere e Camagna si cimentava nella sua terza campagna elettorale in 3 anni. Nel 1897 batteva uno dei rappresentanti di quella che sarebbe diventata la famiglia politica più interessante della Reggio di epoca giolittiana, Demetrio Tripepi. I Tripepi erano schierati sul fronte conservatore e, tendenzialmente, avrebbero dominato la vita cittadina caratterizzando così il tipico dualismo liberale di Reggio che — priva di tradizioni radical-repubblicane e con un debole per quanto battagliero partito socialista — vedeva vincere nel contesto amministrativo le forze conservatrici (guidate dai "tripepini") mentre il seggio della città restava saldamente in mani giolittiane (o "camagnine"). Camagna, che era comunque massone, aveva dunque annacquato il radicalismo delle epoche passate diventando uno dei più affidabili deputati di Giovanni Giolitti, nuovo dominus della vita politica nazionale, cui non doveva essere sfuggita la polemica del reggino contro l'odiato Francesco Crispi qualche anno prima. Lo statista di Dronero proprio tramite i "suoi" deputati e soprattutto le prefetture, cominciava allora a sperimentare quei metodi di controllo e condizionamento del voto meridionale che tanti strali gli avrebbero attirato negli anni successivi.
La scelta ideologica del Camagna emergeva durante la "Crisi di fine secolo" , quando le forze conservatrici (da Pelloux a Sonnino) si contrapponevano a quelle progressiste (da Giolitti-Zanardelli ai socialisti) in una bipolarizzazione inusuale — per la sua nettezza e drammaticità — nella storia del Paese sino a quel momento. Alle elezioni del 1900, nella contesa per il seggio della città di Reggio, Camagna (che poteva così contare anche sull'appoggio della componente socialista) si vedeva contrapposto Domenico Tripepi. La contesa si rivelava subito tesa e la Prefettura interveniva impedendo la conclusione dei comizi elettorali per motivi di ordine pubblico, con decisione fortemente contestata da Camagnini e forze progressiste. Il quadro di quella elezione era stato subito complicato dalla polemica sulla incandidabilità dello stesso Domenico Tripepi, che (in effetti) si era dimesso da sindaco della città troppo tardi per potersi presentare alle elezioni politiche. Tripepi vinceva le elezioni per 118 voti ma la Giunta per le elezioni della Camera annullava l'esito del voto per il mancato rispetto dei tempi e nella ripetizione elettorale, svoltasi nel gennaio 1901, era Camagna a vincere (317 i voti di scarto) e tornare in Parlamento. Alle elezioni politiche del 1904 — fatte sull'onda dei timori scaturiti del primo sciopero generale socialista — Camagna si riconfermava senza difficoltà, battendo il socialista siciliano Garibaldi Bosco con un migliaio di voti di vantaggio, nonostante a livello locale si continuassero ad affermare Giunte di marca "tripepina", a conferma del dualismo reggino tra voto amministrativo e voto politico.

### Il terremoto del 1908
Nella prima parte del Novecento Camagna era il politico reggino più conosciuto assieme a Giuseppe De Nava che in breve sarebbe diventato l'esponente di spicco dei conservatori in città. Ma mentre De Nava conquistava incarichi sempre più prestigiosi (prima dell'avvento del fascismo sarebbe stato vice primo ministro e premier incaricato) Camagna continuava a mantenere un profilo più basso. Mai incarichi ministeriali o particolari ruoli nell'alta amministrazione dello stato, sempre legato al suo ruolo di deputato giolittiano. Ciò lo rendeva spesso bersaglio di polemiche cittadine ed amministrative, a volte anche gravi, specie per l'accusa di spingere a provvedimenti estremi (scioglimenti di consigli, addirittura rimozioni di sindaci) contro le amministrazioni comunali a lui avverse. 
Tuttavia le polemiche erano destinate a lasciare il passo al dramma quando lo Stretto veniva investito dal disastroso terremoto del 1908. Il 28 dicembre di quell'anno Reggio e Messina venivano rase al suolo perdendo circa il 35% della loro popolazione, mentre il 95% degli edifici crollava o era completamente inagibile. Camagna e De Nava cercarono la massima unità di intenti, per quanto le polemiche su soccorsi e ricostruzione (a Roma in molti avevano ipotizzato di ricostruire le due città lontano dai siti dove erano cresciute e si era consumata la tragedia) furono subito molto forti. In breve le polemiche si appuntarono sul governo colpevole di ritardi e lungaggini che portarono la città su posizione nettamente antigiolittiane. Camagna aveva dapprima cercato l'accordo locale, arrivando all'importante affermazione di una lista "concordataria" che superasse le asprezze del passato nel segno della volontà di rinascita della città. Il tentativo, però, naufragò ben presto e Camagna parve in difficoltà nel doversi barcamenare tra la rabbia dei suoi concittadini e la fedeltà a Giolitti. Era con questo spirito che si arrivava alle elezioni politiche del 1909, ad appena 2 mesi e mezzo dal terremoto. Le elezioni, fatte quasi a confermare la voglia di ripresa e normalità delle due città devastate, videro la candidatura di Giolitti a Messina mentre a Reggio era ancora Camagna a lottare, stavolta contro un avversario di notevole caratura, il citato Giuseppe De Nava. Il 7 marzo si votò e la polemica antigovernativa, sempre più aspra, si mostrò decisiva: De Nava si impose, anche se per soli 30 voti. La sorte, tuttavia, fu ancora generosa con Camagna che poté nuovamente rientrare in gioco poiché De Nava, che si era contemporaneamente candidato anche nel suo storico collegio a Bagnara, scelse quest'ultimo, portando Reggio alle suppletive. Esse si svolsero il 4 luglio e Camagna, dopo molte rinunce dal fronte cattolico e conservatore, si trovò contrapposto un altro socialista siciliano, Alessandro Tasca. Questi fece una campagna elettorale di soli tre giorni ma dignitosa, riuscendo ad intercettare diversi voti conservatori e molto del malcontento frattanto esacerbatosi contro Giolitti ed il suo rappresentante locale. Alla fine, come previsto, Camagna prevalse per 600 voti ma al prezzo di attacchi e difficoltà determinati dalla condotta giolittiana che nella Reggio post terremoto parve generalmente poco sensibile ai problemi della ricostruzione.

### Gli ultimi anni del "deputato di Reggio"

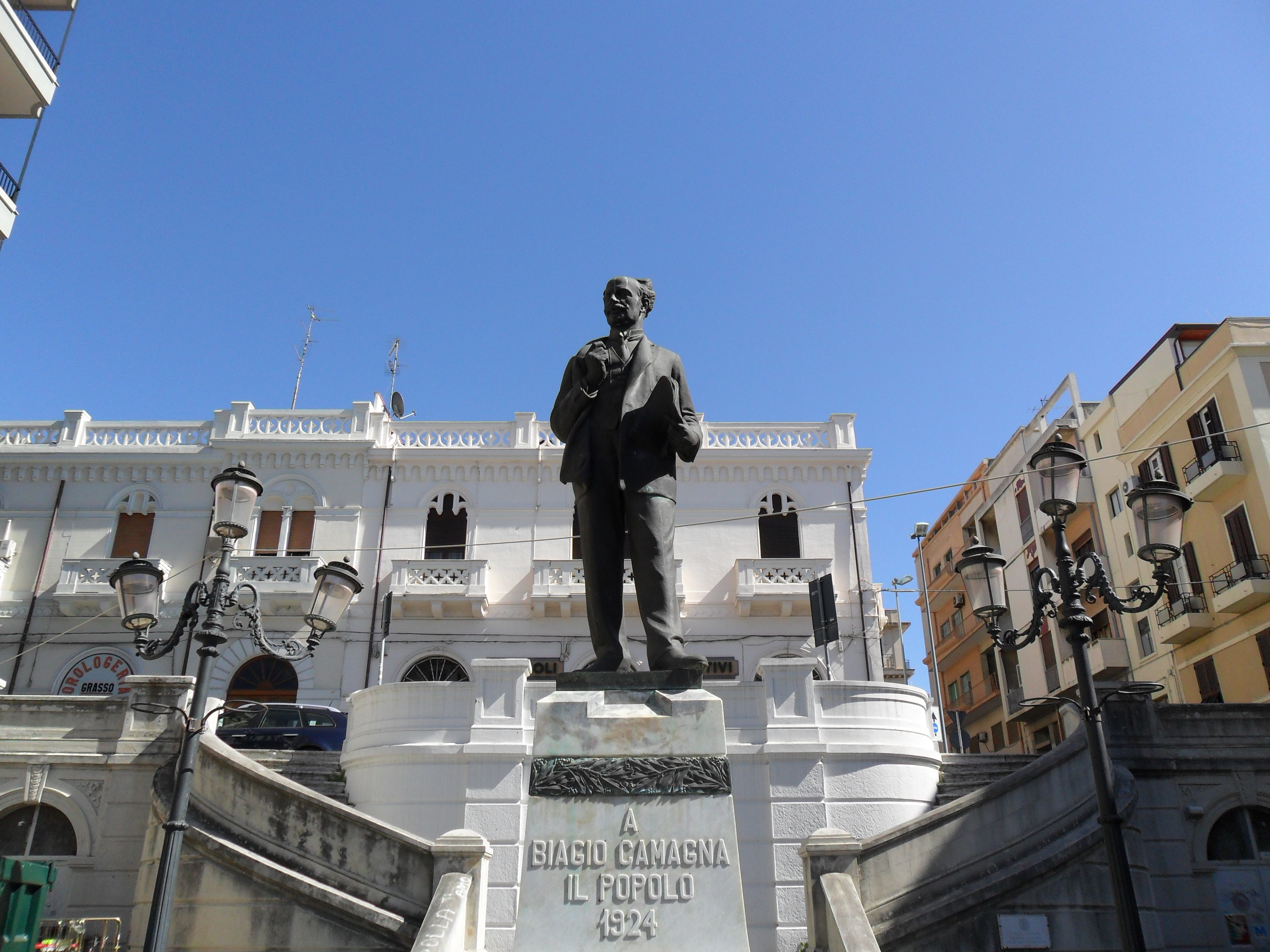
il Monumento a Biagio Camagna nell'omonima piazza al centro di Reggio.

Superata la complicata fase del dopo terremoto — quando Camagna era il principale ispiratore di Giovanni Giolitti riguardo alla nomina di un commissario straordinario per governo e ricostruzione della città (approvazione del Piano Regolatore in primis) — si arrivava alle nuove elezioni nel 1913. Esse erano le prime a suffragio universale maschile, riforma voluta proprio da Giolitti, convinto di potersi garantire la vittoria proprio grazie al controllo del voto meridionale e grazie all'inedita alleanza con i cattolici guidati da Vincenzo Ottorino Gentiloni (il celebre "Patto Gentiloni", con cui sostanzialmente si attenuava il "non expedit" di Pio IX aprendo nuove prospettive all'altro grande partito di massa oltre al socialista, quello popolare).
In quelle elezioni Camagna si ricandidava e vinceva nuovamente la competizione. Egli, in questa occasione, superava il comm. Trapani–Lombardo ed il socialista Peppino Mantica (il cosiddetto "barone rosso" per le origini aristocratiche di questi). La Grande Guerra metteva in secondo piano l'azione del Parlamento. Al ritorno della pace, in epoca di grande fermento e crisi, Camagna, ormai ultrasessantenne, si ripresentava in una competizione le cui regole cambiavano ancora, votandosi con la riforma (voluta da Francesco Saverio Nitti) che introduceva il sistema proporzionale. Stavolta per Camagna sarebbe arrivata la sconfitta e l'esclusione dal nuovo Parlamento nazionale, episodio che segnava la sua uscita dalla scena politica, nonostante i significativi suffragi ottenuti che riversavano sul suo nominativo quasi 33.000 voti. Nel 1921 rifiutava recisamente tutte le proposte di candidatura che da più parti gli arrivavano, deciso di dedicarsi alla sua attività professionale ed alla famiglia. Sarebbe morto, però, l'anno seguente, nell'estate del 1922, per un male incurabile alla gola, ma con una sorta di testamento politico salutava i suoi elettori e concittadini quando — superata l'amarezza per il risultato che lo vedeva sconfitto soprattutto per il meccanismo elettorale — scriveva nel 1919: «Gratissimo a quanti votarono il mio nome, resto per la vita legato di riconoscenza all'antico collegio di Reggio Calabria che — sorreggendomi col suo affetto — fu per 27 anni e da solo nella provincia, baluardo invincibile contro la reazione e la rivoluzione. Torno, senza rimpianto all'intenso lavoro professionale ed all'affetto della famiglia restando però fino alla morte fedele soldato della Democrazia. Biagio Camagna».
La sua Reggio gli dedicò esequie indimenticabili e una piazza con statua (Monumento a Biagio Camagna) che oggi lo ricordano. La salma del Camagna, unitamente a quelli dei suoi cari, riposa sotto un tumulo di terra, sormontate da tre croci, all'interno del cimitero monumentale di Condera.